# 法政大学野球部
法政大学野球部（ほうせいだいがくやきゅうぶ、英: HOSEI University Baseball Team）は、東京六大学野球連盟に所属する大学野球チーム。法政大学の学生によって構成されている。OB組織の名称は法友野球倶楽部。
ユニフォームは、クリーム色の生地に「HOSEI」と表記されたもの。また野球帽には、「H」の一文字が取り付けられている。

## 歴史

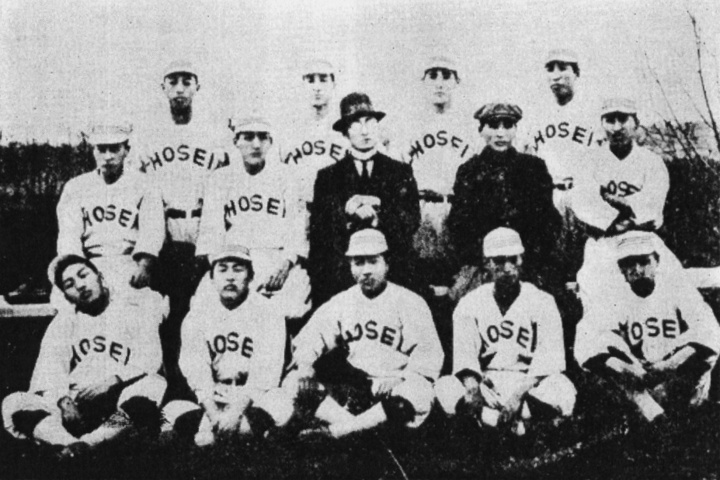
草創期の野球部（1916年）
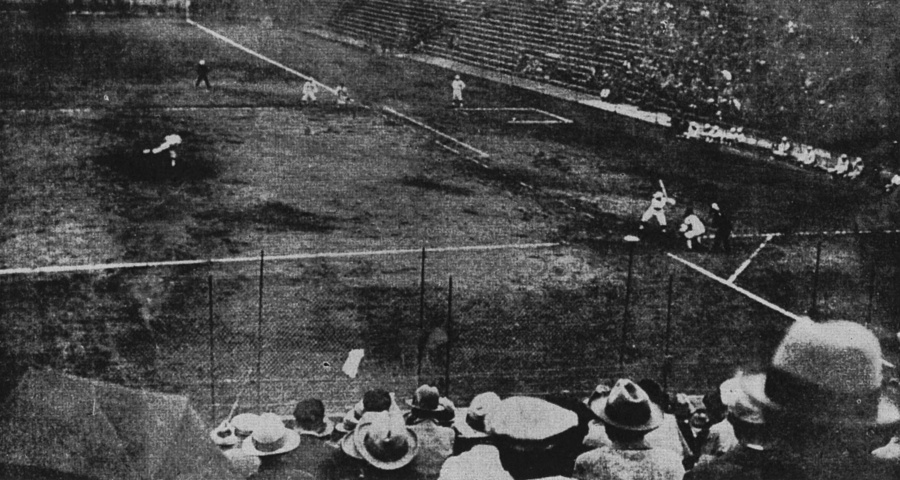
1926年秋の法早戦（戸塚球場）

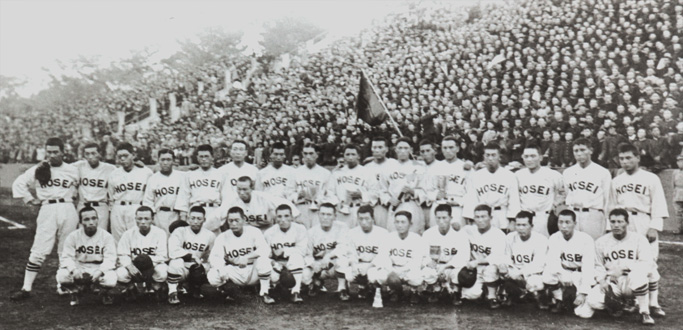
1930年（昭和5年）、東京六大学野球で初優勝を果たした当時の野球部

- 1915年（大正4年） 正式に発足。中野（新井薬師）にグラウンドを開設[1]。コーチに早大野球部の八幡恭助を迎える。
- 1917年（大正6年） 四大学リーグに加盟。野上豊一郎が部長に就任。神田橋グラウンドを借用[2]。
- 1919年（大正8年） 中野球場完成[1]。
- 1930年（昭和5年） 六大学リーグ悲願の初優勝（四大学リーグ加盟以来14年目）。
- 1939年（昭和14年） 練習グラウンドを川崎市木月（現中原区木月大町の武蔵小杉界隈）に移転（2023年現在も使用）。
- 1960年（昭和35年） 全日本大学野球選手権大会初優勝。
- 2004年（平成16年） リーグ戦通算1000勝達成。

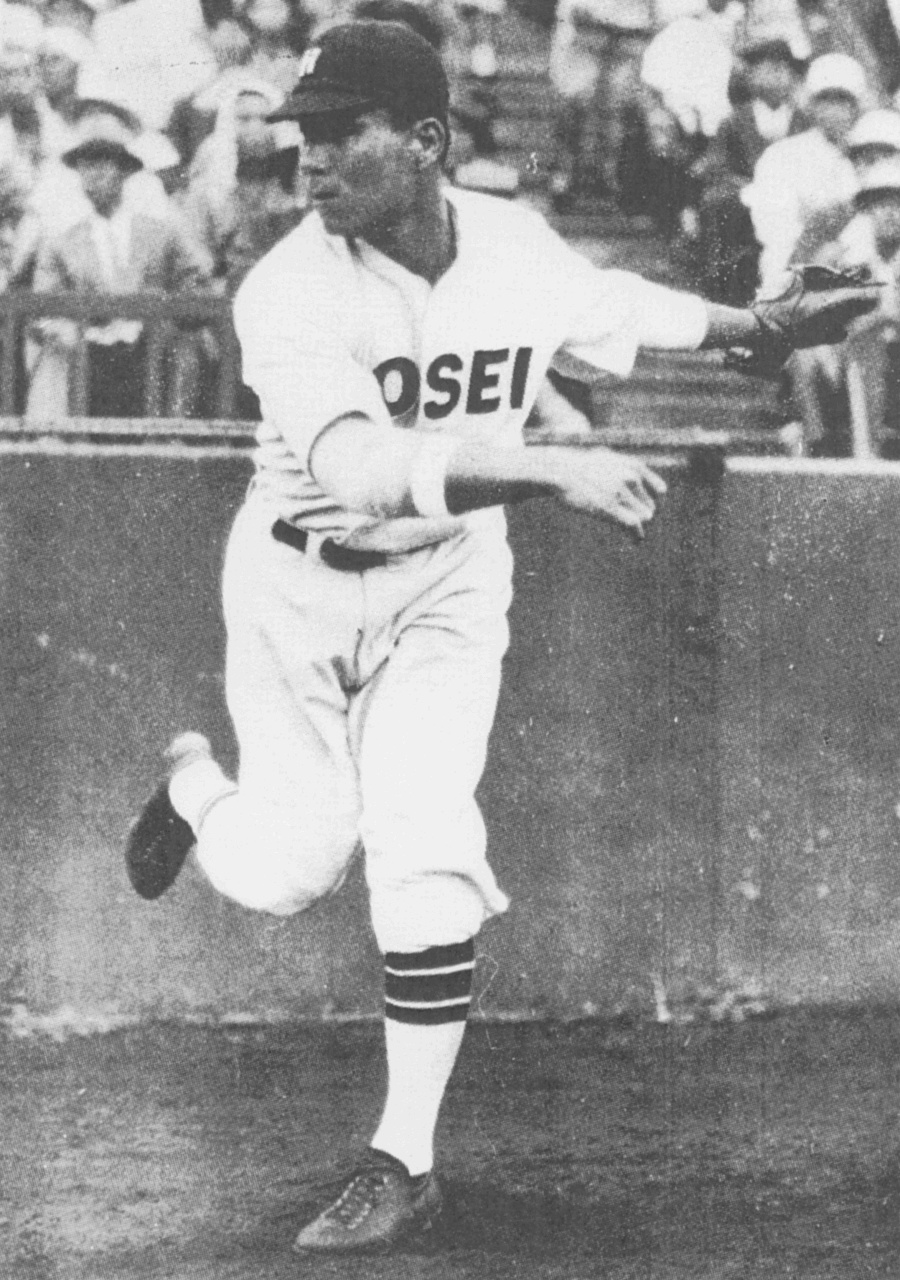
野球部初優勝時のエースだった若林忠志。まだ日本プロ野球界が職業野球として完全に確立していなかった黎明期、球界の発展にも多大な貢献をした。1964年（昭和39年）、野球殿堂入り。

東京六大学リーグ戦が始まった1925年秋季は1分けのみの10敗で最下位からのスタートだった。その後も好選手はいながら2位にもなることなく苦戦が続いたが、主将だった藤田信男が監督に就任しハワイから若林忠志が入学すると一躍早慶明に割って入り1930年秋季リーグ戦で初優勝、以後若林在学中に3度の優勝を果たし第一期黄金時代を迎えた。藤田はその後も野球部長として生涯野球部の発展に尽くし「法政野球部の父」と呼ばれている。
戦争に伴う野球弾圧の波は法政にも例外なく及び、1943年をもって活動を停止、翌1944年に部員たちは銃剣術部などに転部を余儀なくされ、本田耕一や坪谷幸一（北海中出身）はじめ数多くの選手・OBたちが戦争の犠牲となった。1945年5月23日夜の空襲によって当時グラウンドのバックネット裏にあった合宿所などを焼失する被害も受けた。
終戦後の同45年11月に活動を再開した。1948年、進駐軍に接収されていた武蔵小杉グラウンドが返還された。この年、関根潤三が力投して秋季リーグ戦で戦後初優勝を遂げるが、その後およそ12年あまり天皇杯から遠ざかる長い低迷期に入った。前年1947年から5回実施された、東京六大学、東都大学、旧関西六大学の3連盟間で王座を決する全国大学野球王座決定戦の第2回大会（1948年）に出場し優勝した。
1960年春、服部力監督のもと山崎正之・新山彰忠両投手、山本一義・室山皓之助・小川博・樋口正蔵らが活躍して久々の優勝を果たした。この頃から六大学リーグ戦で優勝争いの常連となっていく。田丸仁監督を経て松永怜一監督の代になる1960年代後半になると、田淵幸一・山本浩二・富田勝の「法政三羽烏」や桑原秀範、堀井和人ら中軸以外も打ちまくり、その猛打は「法政火山」と呼ばれ恐れられた。また、下級生のエース山中正竹が荒川尭や谷沢健一ら強力打線擁する早稲田を抑えた。1968年の大学選手権決勝で駒澤大を12-3で圧倒し優勝、同時に東都大学の選手権5連覇を止めた。
「法政三羽烏」卒業後の1969年秋、4年生山中正竹投手がリーグ最多の通算48勝を挙げて優勝。翌1970年から1971年春にかけて横山晴久と1年下の池田信夫両投手と野口善男・藤村正美・依田優一・長崎慶一・伊達泰司ら強力打撃陣を擁して最初の4連覇を果たした。しかし、関大の山口高志や亜大の山本和行投手らが立ちはだかり全国優勝は果たせなかった。
初の4連覇から5年後の1976年から江川卓投手（1974 - 1977年）や後に同大学野球部監督となる金光興二・植松精一・楠原基・徳永利美・袴田英利・島本啓次郎ら「花の（昭和）49年組」を中心に2回目の4連覇を果たす。この4連覇は全4季勝ち点5の完全優勝であり、東京六大学に6例ある4連覇のなかで唯一の記録である。
その後1980年代の10年間は鴨田勝雄・竹内昭文両監督の下、田中富生・和田護・樽井徹・西川佳明・猪俣隆・石井丈裕・秋村謙宏・葛西稔ら豊富な投手陣と武藤一邦・木戸克彦・西田真二・小早川毅彦・銚子利夫・山崎正之・伊吹淳一・秦真司・島田茂・若井基安・松井達徳・中根仁・田中善則・大島公一ら強力打撃陣を擁して毎年必ず春秋どちらかのシーズンで優勝を記録、10戦全勝優勝（1982年春季）、無敗優勝（1985年春季）、大学選手権連覇（1984年・1985年）、3度目の4連覇（1987年秋季から）など長期黄金時代を築く。
1990年代初頭に一時優勝から遠ざかる低迷期に入ったものの山中正竹が監督を勤めた1994年から2002年まで、真木将樹、伊達昌司、矢野英司、福山龍太郎、安藤優也、土居龍太郎らの投手陣と稲葉篤紀、江崎亘、奥村幸司、副島孔太、平馬淳、廣瀬純、阿部真宏、浅井良、後藤武敏ら強力打撃陣を擁して再び毎年優勝を重ねる強い法政が復活した。しかし、全国優勝は大学選手権（1995年）の1回のみに留まる。なお、2000年から2023年秋季リーグ終了現在までのリーグ戦優勝回数は早大が14回、慶明が各12回なのに対し法政は8回（立大1回、東大0回）であり、さらに全国優勝も大学選手権（2009年）の1回のみと、3校に後塵を拝した状況となっている。
リーグ優勝は46回（2023年秋季リーグ終了時点）、うち41回が1960年以降の優勝である。大学選手権優勝も最多の8回を数えるなど、六大学のみならず大学球界の雄として全国にその名をとどろかせている。

## ユニフォーム
戦前はクリーム色で、新人戦用にグレー地のユニフォームも着用されていた。戦後の1948年秋の優勝後、白のユニフォームとなり1960年まで採用。1961年から1973年まではグレー地。1974年から現行のクリーム色となった。
野球帽の「Ｈ」マークは、1993年まで各自で貼り付けていた。ストッキングは昔と変わらず白の下地にオレンジと濃紺のストライプの配色である。

## 本拠地
神奈川県川崎市中原区今井仲町260（合宿所）。グラウンドと野球場も併設されている。武蔵小杉駅南口より徒歩約15～20分。

## 記録

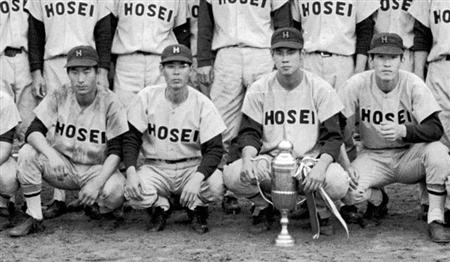
法政三羽ガラス（1968年）

- リーグ戦（※2025年度春季リーグ戦終了時点）
  - 優勝:46回（戦前5回、戦後41回。最近の優勝＝2020年春季。4連覇3回（1969年秋季 - 、1976年春季 - 、1987年秋季 - ）。全勝優勝（1982年春季）。無敗優勝（1985年春季＝10勝2分）。完全優勝=戦後19回）
- 全日本大学野球選手権大会 出場20回、優勝8回（全国最多）・準優勝1回
- 明治神宮野球大会 大学の部 出場16回、優勝3回・準優勝5回
- 明治神宮競技大会野球競技 大学の部 優勝なし
- 日本学生野球協会結成記念野球大会 大学の部 優勝なし
- 全日本アマチュア野球王座決定戦 出場1回、優勝なし

※獲得タイトルは、東京六大学野球リーグで歴代3位の計57回である。
- 野球殿堂入りは2020年の田淵幸一までで13人
- ドラフト指名者数は高校・大学・社会人通じて1位（詳細は『プロ野球ドラフト』の項目参照）

## 歴代役員

### 部長
- 新谷孝朔（1915年 - 1916年）
- 野上豊一郎（1917年 - 1920年）
- 小西憲三（1921年 - 1923年）
- 服部平六（1924年 - 1928年）
- 井本健作（1929年 - 1930年）
- 佐々木良一（1931年）
- 小山竜之介（1932年）
- 細川潤一郎（1933年 - 1937年）
- 本間喜一（1938年 - 1939年）
- 小斉甚治郎（1940年 - 1947年）
- 藤田信男（1948年 - 1972年）
- 中村哲（1973年）
- 三井嘉都夫（1974年 - 1991年）
- 今井一孝（1992年 - 2004年）
- 佐藤典人（2005年 - 2012年）
- 宮脇典彦（2013年）
- 宮本健蔵（2014年 - 2017年）
- 神谷健司（2018年 - 2022年）
- 金光興二（2023年 - ）

### 監督
- 武満国雄（1915年 - 1924年）
- 稲垣重穂（1925年 - 1926年）

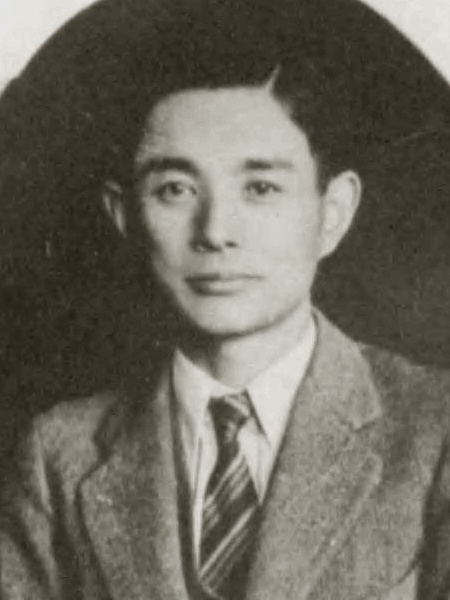
藤田信男

- 1927年と1928年は監督を置かなかった。
- 朝井敬六（1929年）
- 藤田信男（1929年 - 1940年）
- 藤田省三（1941年 - 1949年）
- 長谷川晴雄（1950年 - 1956年）
- 服部力（1957年 - 1960年）
- 田丸仁（1961年 - 1964年）
- 松永怜一（1965年 - 1970年）
- 五明公男（1971年 - 1977年）
- 鴨田勝雄（1978年 - 1986年）
- 竹内昭文（1987年 - 1989年）
- 山本泰（1990年 - 1993年）
- 山中正竹（1994年 - 2002年）
- 金光興二（2003年 - 2012年、2019年春・代行）
- 神長英一（2013年 - 2014年）
- 青木久典（2015年 - 2020年[9]）
- 加藤重雄（2021年 - 2023年）
- 大島公一（2024年 -）

## 主な出身者
多数につき、Category:法政大学野球部の選手を参照。

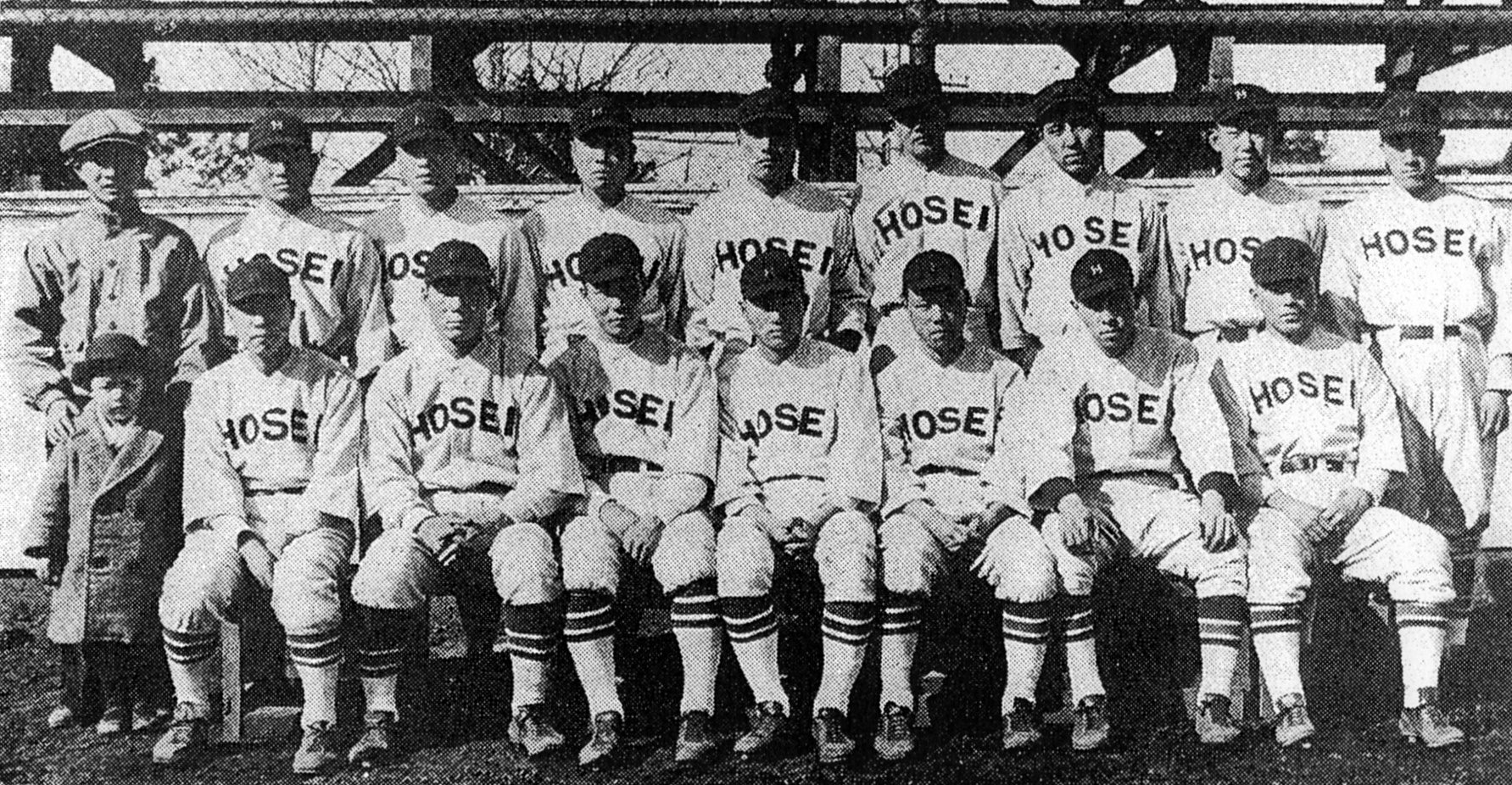
1930年（昭和5年）秋の法大野球部（後列左から監督の藤田信男、島秀之助、藤井繁、大滝信隆、久保春吉、矢野信男、苅田久徳、武田一義、長沢安治、前列左から鈴木幸蔵、若林忠志、吉田要、鈴木茂、西垣徳雄、倉信雄、松井孝敏）

- 武満国雄 - 三塁手、のち監督となり早慶戦復活に尽力
- 藤田信男 - 外野手・1927年度主将、伊丹中学出身 /「法政野球部の父」。
- 藤田省三 - 捕手・主将、甲南中学出身
- 手塚栄一 - 成城中出身、手塚仁雄の養父
- 若林忠志 - 投手・1934年度主将、本牧中出身
- 倉信雄 - 捕手、第一神港商業校出身
- 伊藤次郎 - 投手・外野手、平安中出身 / 本名は羅道厚、台湾出身。
- 劉瀬章 - 投手、本牧中出身 / 中国出身。
- 苅田久徳 - 大学時代は遊撃手、本牧中出身
- 島秀之助 - 外野手、第一神港商業校出身 / 初代セ・リーグ審判部長。
- 中村信一 - 内野手、北予中学校出身　中退
- 西垣徳雄 - 第一神港商業学校出身
- 内海五十雄 - 平安中学出身 / プロ野球選手の内海哲也は実孫。
- 三森秀夫 - 投手・三塁手、松山商業学校出身
- 松下繁二 - 兵庫県立明石中学出身
- 野口二郎 - 中京商業学校（現中京大中京高）出身
- 鶴岡一人 - 三塁手・1938年度主将、広島商業出身
- 村上一治 - 内野手、東邦商業高出身
- 近藤貞雄 - 投手、愛知県立岡崎中学（旧制）出身
- 田川豊 - 投手・内野手、呉港中学出身
- 土屋雅敬 - 内・外野手、広島商業出身
- 富樫淳 - 外野手・投手、関西学院中・平安中出身
- 森下重好 - 外野手、甲陽中学出身
- 円城寺満 - 投手、大連商業出身 / 元プロ野球審判員
- 柚木進 - 投手、呉港中学出身
- 赤根谷飛雄太郎 - 投手、秋田商業校出身
- 森谷良平 - 内野手、静岡商業学校出身
- 山本静雄 - 内野手、明石中学出身
- 後藤次男 - 二塁手・外野手、熊本県立工業中等学校出身
- 江藤晴康 - 投手、八幡中（現八幡高）出身
- 榎原好 - 投手、三田中学出身
- 藤田宗一 - 外野手、甲陽中学出身
- 戸倉勝城 - 外野手、豊浦中学出身
- 佐藤平七 - 投手、育英商業学校出身
- 古谷法夫 - 投手、宇都宮実業出身
- 田名網英二 - 二塁手・遊撃手、栃木商業高校出身
- 関根潤三 - 投手・外野手・1949年度主将、旧制日大三中出身
- 根本陸夫 - 捕手、日大三中出身
- 日下隆 - 外野手、鳴尾中出身
- 松永怜一 - 内野手、新制福岡県立八幡高出身
- 戸口天従 - 内野手、奈良商工高等学校出身
- 中野健一 - 内野手、法政一高出身
- 長谷川繁雄 - 外野手、広島県立竹原高出身
- 斎田忠利 - 外野手、法政二高出身 / 元パシフィック・リーグ審判部長。
- 古川啓三 - 捕手、倉敷老松高出身
- 小坂佳隆 - 二塁手、法政二高出身
- 島田幸雄 - 内野手、兵庫工業高出身
- 牧野宏 - 投手・内野手、成田高出身
- 山本一義 - 1960年度主将、外野手、広島商業高出身
- 山崎正之 - 投手・外野手、法政一高出身
- 鈴木孝雄 - 捕手、中京商業高出身
- 新山彰忠 - 昭和30年代の主戦投手・主将、兵庫工業高出身
- 樋口正蔵 - 外野手、浪華商業高出身
- 室山皓之助 - 外野手、岡山県立倉敷工業高出身
- 鴨田勝雄 - 捕手、愛媛県立新居浜東高出身
- 高木喬 - 内野手、大阪府立三国丘高等学校出身
- 山崎武昭 - 投手、高知商業高出身
- 龍隆行 - 投手、三池高出身
- 木原義隆 - 投手、和歌山県立海南高等学校出身
- 長池徳士 - 外野手、撫養高（現・鳴門一高）出身
- 鎌田豊 - 外野手、岡山県立倉敷工業高出身
- 五明公男 - 外野手、法政二高出身
- 中村之保 - 内野手、北海高校出身
- 山本泰 - 1967年度主将、外野手、法政二高出身 / シアトル・マリナーズスカウト、父は鶴岡一人。
- 田淵幸一 - 1968年度主将、捕手、法政一高出身
- 山本浩二 - 外野手、広島県立廿日市高出身
- 富田勝 - 内野手・外野手、興國高出身
- 山中正竹 - 投手、佐伯鶴城高出身
- 江本孟紀 - 投手、高知商業高出身
- 黒田正宏 - 捕手、兵庫県立姫路南高等学校出身
- 藤村哲也 - 内野手、育英高出身 / 藤村富美男の長男。
- 桑原秀範 - 野手、広島商業高出身
- 岡本道雄 - 野手、高知高出身
- 堀井和人 - 外野手、明星高校出身
- 野口善男 - 内野手、PL学園高出身
- 藤村雅美 - 1971年度主将、内野手、三田学園高出身 / 藤村富美男の次男。
- 横山晴久 - 投手、小倉工業高出身
- 古賀正明 - 投手、日大三高出身
- 中村裕二 - 捕手、柳川商業高出身
- 長崎慶一 - 1972年度主将、外野手、北陽高出身
- 池田信夫 - 投手、平安高出身
- 若生正広 - 投手、東北高出身
- 伊達泰司 - 外野手、奈良県立御所工業高出身
- 山本功児 - 一塁手、三田学園高出身
- 新井宏昌 - 外野手、PL学園高出身
- 高浦美佐緒 - 捕手、千葉商業高出身
- 北原光広 - 投手、倉敷商業高出身
- 土屋恵三郎 - 捕手、桐蔭学園高出身
- 中西弘明 - 捕手、三田学園高等学校出身
- 岩井隆之 - 内野手、大分県立津久見高出身
- 大須賀康浩 - 野手、浪商高出身
- 高代延博 - 1976年度主将、内野手、智弁学園高出身
- 佐々木正行 - 外野手、初芝高等学校出身
- 金光興二 - 1977年度主将、内野手、広島商業高出身
- 江川卓 - 投手、作新学院出身
- 佃正樹 - 投手、広島商業高出身
- 袴田英利 - 捕手、自動車工業高（現・静岡北高）出身
- 島本啓次郎 - 外野手、箕島高出身 / 島本講平の実弟。
- 植松精一 - 外野手、静岡高出身
- 居郷肇 - 1978年度主将、二塁手、倉敷工業高出身 / 西武球団代表取締役社長。
- 住友一哉 - 投手、徳島県立鳴門高出身
- 福原峰夫 - 投手、修徳高出身
- 谷真一 - 遊撃手、広島商業高出身
- 美木良介 - 内野手、岡山県立岡山東商高出身 / 俳優、歌手。
- 武藤一邦 - 外野手、秋田商高出身
- 川端順 - 投手、鳴門高出身
- 池田親興 - 投手、高鍋高出身
- 中葉伸二郎 - 内野手、智辯学園高出身
- 木戸克彦 - 1982年度主将、捕手、PL学園高出身
- 西田真二 - 外野手、PL学園高出身
- 田中富生 - 投手、南宇和高出身
- 神長英一 - 遊撃手、作新学院高出身
- 銚子利夫 - 1983年度主将、内野手、市立銚子高出身
- 小早川毅彦 - 内野手、PL学園高出身
- 森脇稔 - 二塁手、鳴門高出身
- 坂本佳一 - 投手、東邦高出身
- 樽井徹 - 投手、浜松商業高出身
- 秦真司 - 1984年度主将、捕手、鳴門高出身
- 島田茂 - 内・外野手、鳴門高出身
- 山越吉洋 - 内野手、平安高出身
- 若井基安 - 1985年度主将、内野手、PL学園高出身
- 西川佳明 - 投手、PL学園高出身
- 韓裕 - 京都商出身、実父はマルハン創業者韓昌祐
- 高田誠 - 1986年度主将、捕手、法政二高出身
- 猪俣隆 - 投手、堀越高出身
- 石井丈裕 - 投手、早稲田実業高出身
- 金子誠一 - 外野手、東北高出身
- 松井達徳 - 外野手、学法石川高出身
- 秋村謙宏 - 投手、宇部商業高出身 / 現在はプロ野球審判員
- 鈴木俊雄 - 捕手・内野手、愛知・中京高出身
- 中根仁 - 1988年度主将、外野手、東北高出身
- 宮間豊智 - 外野手、岩倉高出身
- 大島公一 - 1989年度主将、二塁手、法政二高出身
- 葛西稔 - 投手、東北高出身
- 田中善則 - 三塁手、法政一高出身
- 瀬戸輝信 - 1990年度主将、捕手、福岡大大濠高出身
- 髙村祐 - 投手、宇都宮南高出身
- 萩原康 - 投手、桐蔭学園高出身
- 諸積兼司 - 外野手、学法石川高出身
- 尾藤強 - 投手、箕島高出身 / 父は元箕島高監督の尾藤公。
- 鈴木秀範 - 内野手、拓大紅陵高出身
- 青山正克 - 内野手、土浦日大高出身
- 青木久典 - 遊撃手、三重高出身
- 稲葉篤紀 - 一塁・外野手、愛知・中京高（現中京大中京高）出身
- 奥村幸司 - 外野手、三重高出身
- 深谷篤 - 内野手、愛工大名電高出身
- 藤澤英雄 - 内野手、大分東高出身
- 鈴木章仁 - 内野手・1996年度主将、横浜高出身 / 元プロ野球選手・鈴木尚典の実弟。
- 副島孔太 - 外野手、桐蔭学園高出身
- 開田博勝 - 外野手、柳川高等学校出身
- 松田匡司 - 外野手、星林高出身
- 蔵本敬充 - 県立岐阜商出身 / モデル、俳優。元プロ野球選手・英智の実兄
- 真木将樹 - 投手、東筑紫学園高出身
- 伊達昌司 - 投手、法政二高出身
- 平馬淳 - 遊撃手、横浜高出身
- 宮﨑一彰 - 内野手・外野手、明徳義塾高出身 / 現在は競輪選手
- 矢野英司 - 投手、横浜高出身
- 福山龍太郎 - 投手、東筑高出身
- 福本誠 - 内野手・外野手、法政二高出身
- 小坂将商 - 1999年度主将、外野手、智弁学園高出身 / 智弁学園高監督
- 根鈴雄次 - 外野手、新宿山吹高出身 / 1973年生で1996年入学。元米独立リーグ
- 安藤優也 - 投手、大分雄城台高出身
- 田中聡 - 内野手、尽誠学園高出身
- 廣瀬純 - 2000年度主将、外野手、佐伯鶴城高出身 / 1999年春リーグ戦三冠王
- 阿部真宏 - 内野手、横浜高出身
- G.G.佐藤（佐藤隆彦） - 内野手、桐蔭学園高出身
- 北川利之 - 内野手、大阪桐蔭高出身
- 浅井良 - 2001年度主将、捕手、桐蔭学園高出身
- 山本隆之 - 投手、広島商業高出身
- 植山幸亮 - 内野手、PL学園高出身
- 後藤武敏 - 2002年度主将、内野手、横浜高出身 / 2000年春リーグ戦三冠王
- 土居龍太郎 - 投手、高知高出身
- 河野友軌 - 外野手・捕手、埼玉県立狭山清陵高出身
- 新里賢 - 2003年度主将、捕手、浪速高出身
- 普久原淳一 - 外野手、桐蔭学園高出身
- 田中彰 - 内野手、創価高出身
- 加藤光教 - 投手、秋田経法大附属高（現・明桜高等学校）出身
- 松坂恭平 - 投手・外野手・内野手、東京都立篠崎高出身 / 元プロ野球選手・松坂大輔の実弟
- 下敷領悠太 - 投手、上宮高出身
- 村上純平 - 外野手、桐蔭学園高出身
- 大引啓次 - 2006年度主将、遊撃手、浪速高出身
- 平野貴志 - 投手、桐蔭学園高出身
- 西川明 - 二塁手・三塁手、三重高出身
- 竹野康治郎 - 投手、法政一高出身 / 朝日放送（ABC）元アナウンサー
- 小松剛 - 投手、室戸高出身
- 嶋田好高 - 外野手、智弁和歌山高出身
- 石川修平 - 2009年度主将、捕手、小山西高出身
- 二神一人 - 投手、高知高出身
- 武内久士 - 投手、徳島城東高出身
- 加賀美希昇 - 投手、桐蔭学園高出身
- 三上朋也 - 投手、県立岐阜商業高出身
- 三嶋一輝 - 投手、福岡工業高出身
- 西浦直亨 - 内野手、天理高出身
- 木下拓哉 - 捕手、高知高出身
- 石田健大 - 投手、広島工業高出身
- 若林晃弘 - 内野手、桐蔭学園高出身
- 中山翔太 - 内野手、履正社高出身
- 福田光輝 - 2019年度主将、内野手、大阪桐蔭高出身
- 伊藤寛士 - 捕手、中京大中京高出身 / プロ野球選手・伊藤康祐の実兄。
- 宇草孔基 - 外野手、常総学院高出身
- 大角怜司 - 内野手、浦和学院高出身 / 新潟テレビ21アナウンサー
- 鈴木昭汰 - 投手、常総学院高出身
- 高田孝一 - 投手、平塚学園高出身
- 石川達也 - 投手、横浜高等学校出身
- 大村浩士 - 投手→外野手、加古川東高出身 / 毎日放送（MBS）アナウンサー
- 山下輝 - 投手、木更津総合高出身
- 三浦銀二 - 投手、福岡大大濠高出身
- 岡田悠希 - 外野手、龍谷大平安高出身
- 是澤涼輔 - 捕手、健大高崎高出身
- 村上喬一朗 - 捕手、東福岡高出身
- 森田駿哉 - 投手、富山商業高出身
- 篠木健太郎 - 投手、木更津総合高出身
- 山城航太郎 - 投手、福岡大大濠高出身

## プロ野球ドラフト
| ドラフト年    | ドラフト指名選手(ドラフト外含む)            | ドラフト指名選手(ドラフト外含む)    | ドラフト指名選手(ドラフト外含む)    | ドラフト指名選手(ドラフト外含む)       | ドラフト指名選手(ドラフト外含む)  |
| ------------- | ------------------------------------------- | ----------------------------------- | ----------------------------------- | -------------------------------------- | --------------------------------- |
| 第1回 1965年  | 長池徳二 阪急1位                            | 鎌田豊 広島3位                      |                                     |                                        |                                   |
| 第2回 1966年  | 中村之保 南海1位                            | 里見忠士 東映3位×、河合楽器         | 近藤徹 サンケイ4位×、日本コロムビア |                                        |                                   |
| 第3回 1967年  | 鶴岡泰 南海12位×、日本楽器                  |                                     |                                     |                                        |                                   |
| 第4回 1968年  | 山本浩二 広島1位                            | 田淵幸一 阪神1位                    | 富田勝 南海1位                      |                                        |                                   |
| 第5回 1969年  | 堀井和人 南海7位                            | 山田克己 南海8位×、大昭和製紙       |                                     |                                        |                                   |
| 第6回 1970年  | 野口善男 大洋1位                            | 黒田正宏 南海6位                    | 江本孟紀（熊谷組）東映ドラフト外    |                                        |                                   |
| 第7回 1971年  | 横山晴久 東映1位                            |                                     |                                     |                                        |                                   |
| 第8回 1972年  | 長崎慶一 大洋1位                            | 伊達泰司 ロッテ1位                  |                                     |                                        |                                   |
| 第9回 1973年  | 上林成行（中退・クラレ岡山）近鉄3位         |                                     |                                     |                                        |                                   |
| 第10回 1974年 | 新井宏昌 南海2位                            |                                     |                                     |                                        |                                   |
| 第11回 1975年 | 岩井靖久 大洋2位                            | 古賀正明（丸善石油）太平洋クラブ1位 | 山本功児（本田技研鈴鹿）巨人5位     | 中西弘明 阪急ドラフト外                |                                   |
| 第12回 1976年 |                                             |                                     |                                     |                                        |                                   |
| 第13回 1977年 | 江川卓 クラウンライター1位×                 | 金光興二 近鉄1位×、三菱重工広島     | 袴田英利 ロッテ1位                  | 植松精一 阪神2位                       | 島本啓次郎 巨人6位                |
| 第14回 1978年 | 高代延博（東芝）日本ハム1位                 |                                     |                                     |                                        |                                   |
| 第15回 1979年 | 高浦美佐緒（三菱自動車川崎）大洋ドラフト外  |                                     |                                     |                                        |                                   |
| 第16回 1980年 | 武藤一邦 ロッテ2位                          | 佐々木正行（大昭和製紙）ヤクルト2位 |                                     |                                        |                                   |
| 第17回 1981年 | 住友一哉（プリンスホテル）近鉄6位           | 福原峰夫（日本通運）阪急ドラフト外  |                                     |                                        |                                   |
| 第18回 1982年 | 木戸克彦 阪神1位                            | 西田真二 広島1位                    | 田中富生 日本ハム1位                | 谷真一（本田技研）近鉄2位              |                                   |
| 第19回 1983年 | 銚子利夫 大洋1位                            | 川端順（東芝）広島1位               | 小早川毅彦 広島2位                  | 池田親興（日産自動車）阪神2位          |                                   |
| 第20回 1984年 | 秦真司 ヤクルト2位                          |                                     |                                     |                                        |                                   |
| 第21回 1985年 | 西川佳明 南海1位                            |                                     |                                     |                                        |                                   |
| 第22回 1986年 | 猪俣隆 阪神1位                              | 高田誠 巨人3位                      | 山越吉洋（本田技研）阪急2位         |                                        |                                   |
| 第23回 1987年 | 若井基安（日本生命）南海2位                 |                                     |                                     |                                        |                                   |
| 第24回 1988年 | 中根仁 近鉄2位                              | 石井丈裕（プリンスホテル）西武2位   | 金子誠一（本田技研）阪神3位         | 島田茂（日産自動車）ロッテドラフト外   |                                   |
| 第25回 1989年 | 葛西稔 阪神1位                              | 鈴木俊雄（日立製作所）ロッテ3位     | 松井達徳（日産自動車）中日4位       | 秋村謙宏（日本石油）広島ドラフト外     |                                   |
| 第26回 1990年 | 瀬戸輝信 広島1位                            |                                     |                                     |                                        |                                   |
| 第27回 1991年 | 高村祐 近鉄1位                              |                                     |                                     |                                        |                                   |
| 第28回 1992年 | 大島公一（日本生命）近鉄5位                 |                                     |                                     |                                        |                                   |
| 第29回 1993年 | 諸積兼司（日立製作所）ロッテ5位             |                                     |                                     |                                        |                                   |
| 第30回 1994年 | 稲葉篤紀 ヤクルト3位                        |                                     |                                     |                                        |                                   |
| 第31回 1995年 |                                             |                                     |                                     |                                        |                                   |
| 第32回 1996年 | 副島孔太 ヤクルト5位                        |                                     |                                     |                                        |                                   |
| 第33回 1997年 | 真木将樹 近鉄1位                            |                                     |                                     |                                        |                                   |
| 第34回 1998年 | 矢野英司 横浜2位                            | 福本誠 横浜4位                      | 福山龍太郎 福岡ダイエー4位          |                                        |                                   |
| 第35回 1999年 | 宮﨑一彰（米独立リーグ）巨人7位             | 松田匡司（シダックス）阪神7位       |                                     |                                        |                                   |
| 第36回 2000年 | 広瀬純 広島2位                              | 阿部真宏 近鉄4位                    | 伊達昌司（プリンスホテル）阪神2位   | 開田博勝（三菱重工長崎）オリックス5位× | 田中聡（米独立リーグ）日本ハム7位 |
| 第37回 2001年 | 浅井良 阪神自由枠                           | 安藤優也（トヨタ自動車）阪神自由枠  |                                     |                                        |                                   |
| 第38回 2002年 | 後藤武敏 西武自由枠                         | 土居龍太郎 横浜自由枠               | 河野友軌 横浜8巡目                  | 北川利之（川崎製鉄水島）横浜6巡目      |                                   |
| 第39回 2003年 | 新里賢 近鉄5巡目                            | 佐藤隆彦（元フィリーズ1A）西武7巡目 |                                     |                                        |                                   |
| 第40回 2004年 | 田中彰 オリックス5巡目                      | 普久原淳一 中日12巡目               |                                     |                                        |                                   |
| 第41回 2005年 | 加藤光教 育成中日2巡目                      |                                     |                                     |                                        |                                   |
| 第42回 2006年 | 大引啓次 オリックス大学社会人3巡目          | 西川明 中日大学社会人7巡目          |                                     |                                        |                                   |
| 第43回 2007年 | 下敷領悠太（日本生命）ロッテ大学社会人5巡目 |                                     |                                     |                                        |                                   |
| 第44回 2008年 | 小松剛 広島3位                              |                                     |                                     |                                        |                                   |
| 第45回 2009年 | 二神一人 阪神1位                            | 武内久士 広島3位                    |                                     |                                        |                                   |
| 第46回 2010年 | 加賀美希昇 横浜2位                          |                                     |                                     |                                        |                                   |
| 第47回 2011年 |                                             |                                     |                                     |                                        |                                   |
| 第48回 2012年 | 三嶋一輝 DeNA2位                            |                                     |                                     |                                        |                                   |
| 第49回 2013年 | 西浦直亨 ヤクルト2位                        | 三上朋也（JX-ENEOS）DeNA4位         | 山本翔也（王子）阪神5位             |                                        |                                   |
| 第50回 2014年 | 石田健大 DeNA2位                            |                                     |                                     |                                        |                                   |
| 第51回 2015年 | 木下拓哉（トヨタ自動車）中日3位             |                                     |                                     |                                        |                                   |
| 第52回 2016年 |                                             |                                     |                                     |                                        |                                   |
| 第53回 2017年 | 若林晃弘（JX-ENEOS）巨人6位                 |                                     |                                     |                                        |                                   |
| 第54回 2018年 | 中山翔太 ヤクルト2位                        |                                     |                                     |                                        |                                   |
| 第55回 2019年 | 宇草孔基 広島2位                            | 福田光輝 ロッテ5位                  |                                     |                                        |                                   |
| 第56回 2020年 | 鈴木昭汰 ロッテ1位                          | 高田孝一 楽天2位                    | 石川達也 DeNA育成1位                |                                        |                                   |
| 第57回 2021年 | 山下輝 ヤクルト1位                          | 三浦銀二 DeNA4位                    | 岡田悠希 巨人5位                    |                                        |                                   |
| 第58回 2022年 | 是澤涼輔 西武育成4位                        | 村上喬一朗 オリックス育成5位        |                                     |                                        |                                   |
| 第59回 2023年 | 森田駿哉（Honda鈴鹿）巨人2位                |                                     |                                     |                                        |                                   |
| 第60回 2024年 | 篠木健太郎 DeNA2位                          | 山城航太郎 日本ハム6位              |                                     |                                        |                                   |